# Ai Miyazato
Ai Miyazato (Okinawa, 19 juni 1985) is een Japanse golfster. Ze speelt op de Amerikaanse Tour (LPGA) en de Japanse Tour (JLPGA).

## Amateur
Miyazato heeft twee oudere broers die ook golfprofessional zijn, Kiyoshi Miyazato en Yūsaku Miyazato. Ze kregen alle drie les van hun vader Masaru. In haar laatste schooljaar won Miyazato als amateur al het Dunlop Open op de JLPGA. 

## Professional
Miyazato werd in 2004 professional. Ze speelde op de Japanse Tour en behaalde in de eerste drie jaren al dertien overwinningen. In 2005 won ze ook de eerste Women's World Cup, die vier jaar in Zuid-Afrika werd gespeeld en nu niet meer bestaat. Ze won twee keer de Evian Masters, die voor de Europese Tour als Major telt maar voor de Amerikaanse Tour als gewoon toernooi.  
In 2006 stapte ze over naar de LPGA. In 2010 heeft ze elf weken op de eerste plaats van de wereldranglijst gestaan.
In 2011 richtte ze met Momoko Ueda en Mika Miyazato (geen familie) de stichting Makeruna Nippon (Never give up Japan) op om de slachtoffers van de tsunami te helpen. 

### Gewonnen
Amerikaanse Tour
- 2009: Evian Masters
- 2010: Honda PTT LPGA Thailand, HSBC Women's Champions, Tres Marias Championship, ShopRite LPGA Classic, Safeway Classic
- 2011: Evian Masters
- 2012: LPGA Lotte Championship, Walmart NW Arkansas Championship

Japanse Tour
- 2003: Miyagi TV Cup Dunlop Ladies Open (als amateur)
- 2004: Daikin Orchid Ladies, Suntory Ladies Open, APiTA Circle K Sunkus Ladies, Masters GC Ladies, Daio Paper Elleair Ladies Open
- 2005: Vernal Ladies, Chukyo TV Bridgestone Ladies Open, New Catapillar Mitsubishi Ladies, Japan Women's Open Golf Championship, Hisako Higuchi IDC Otsuka Kagu Ladies, Daio Paper Elleair Ladies Open
- 2006: JLPGA Championship Konica Minolta Cup, Miyagi TV Cup Dunlop Ladies Open
- 2009: Sankyo Ladies Open

Europese Tour
- 2009: Evian Masters
- 2011: Evian Masters

### Teams
- 2005: Women's World Cup of Golf (winnaars, met Rui Kitada)